# Saqqāvāz
Saqqāvāz (persiska: سقاواز, سَعد وَقّاص, سَكَوَس) är en ort i Iran.   Den ligger i provinsen Ardabil, i den nordvästra delen av landet, 400 km nordväst om huvudstaden Teheran. Saqqāvāz ligger 1 914 meter över havet och antalet invånare är 462.
Terrängen runt Saqqāvāz är lite bergig. Runt Saqqāvāz är det ganska glesbefolkat, med 43 invånare per kvadratkilometer. Närmaste större samhälle är Karandaq, 17,8 km söder om Saqqāvāz. Trakten runt Saqqāvāz består i huvudsak av gräsmarker.